# Reyhanlı
Reyhanlı est une ville et un district de la province de Hatay dans la région méditerranéenne en Turquie proche de la frontière syrienne.

## Histoire
Dans les premières années du conflit en Syrie, Reyhanlı est une base arrière des rebelles syriens.
Le 22 janvier 2018, à la suite de l'offensive turque en Syrie, les forces kurdes ont tiré plusieurs roquettes sur Reyhanli.

## Attentat
Le 11 mai 2013 l'explosion de voitures piégées a tué 51 personnes dans le centre-ville. Le lundi 10 juin vers 23 h 0, un individu de nationalité turque, Nasir Eskiocak, considéré comme le principal auteur des attentats, a été arrêté près de la frontière dans le district de Yayladağı et condamné, en mai 2019, comme huit de ses coaccusés, à une peine incompressible de prison à vie.
Le 6 juillet 2019, l’explosion d’un véhicule à Reyhanli a tué ses 3 passagers originaire de Syrie.
Selon Recep Tayyip Erdogan, "Les premiers éléments laissent penser qu'il s'agit sans doute d'un acte terroriste" et "Il est clair qu'il y avait une bombe dans la voiture".